# 奕誌
瑞敏郡王奕誌（1827年10月30日—1850年6月27日），愛新覺羅氏，原名奕約，自號西園主人，嘉慶帝皇四子瑞懷親王綿忻之子。著述有樂循禮齋詩稿、古歡堂文稿及樂循禮齋集等。

## 生平
道光七年九月十一日（1827年10月30日）午時出生，生母廣容之女徐佳氏。道光八年（1828年）八月十九日巳時，生父瑞懷親王綿忻薨逝。道光帝命定親王奕紹檢察邸第官吏，並且由內務府大臣敬徵治家政。同年十月，奕約襲封為瑞郡王，給予半俸，並且改名為奕誌。中國第一歷史檔案館有藏道光十二年十一月初五日《為瑞郡王奕約生母著加恩封為側室福晉所有應行事宜著該衙門照例辦理事》。
道光三十年五月十八日（1850年6月27日），瑞郡王奕誌薨逝，年僅二十三歲，賜諡曰敏。并派遣恭亲王奕䜣前往祭祀，命总管内务府大臣明训，办理丧事。
咸豐帝加恩賜予綿忻繼福晉雲騎尉德興之女白都氏郡王半俸的待遇。咸豐三年（1853年），白都氏薨逝，改賜予奕誌福晉費莫氏郡王半俸的待遇。
咸豐十年（1860年），咸豐帝讓惇勤親王奕誴第二子載漪過繼給奕誌為後，襲爵貝勒。慈禧太后那拉氏加封載漪為郡王時，誤寫“瑞”字為“端”字，載漪封為端郡王。

## 家庭

### 妻妾
- 嫡福晉費莫氏，道光二十年五月十六日，禮部為知照正藍旗滿洲侍郎文蔚之十五歲秀女指派瑞郡王奕誌為福晉，朱筆圈出盛塤指婚各事宜事致內務府。費莫氏與媵妾張氏同年同月同日同時去世。
- 媵妾張氏，張氏與嫡福晉費莫氏同年同月同日同時去世。

### 子
- 長子：道光二十五年二月，瑞郡王門上長史富英等為呈報瑞郡王之嫡福晉費莫氏所生男已殤事。
- 嗣子載漪：原惇勤親王奕誴五子，咸豐六年七月二十六日寅時生，母側福晉赫舍里氏，領隊大臣貴文之女。後因義和團事變革爵歸宗，民國十一年薨，年六十六歲。
- 嗣子載洵：原醇賢親王奕譞六子，光緒十一年四月初七日生，母側福晉劉佳氏，五品典衛劉德慶之女。民國三十八年三月初二日薨，年六十三歲。

### 女
- 長女：道光二十七年六月，瑞郡王門上為呈報瑞郡王之媵妾張氏生女事致宗人府；同年八月十四日，長史湍多布等為呈報瑞郡王之媵妾張氏所生長女病故事致宗人府。
- 次女：同治三年九月十一日，禮部為知照奉旨原任山東候補知府德峻之子聯奎，著指為瑞敏郡王奕誌次女之額駙事致內務府。聯奎為鑲黃旗蒙古六甲喇文俊佐領下世襲騎都尉加一雲騎尉。聯奎為博爾濟吉特氏，是一等誠勇公裕恒之孫，一等誠勇公班第的後裔。
- 第三女：道光二十八年十月，瑞郡王門上長史湍多布等為呈報瑞郡王第三女病故日期之事致宗人府。
- 第四女：道光二十八年四月十四日，瑞郡王門上長史湍多布為呈報瑞郡王之第四女出生事致宗人府。同治九年十一月，載容為瑞敏郡王之第四女額駙正黃旗刑部員外郎上行走蔭生希賢，三等繼勇公伍彌特氏德楞泰曾孫，奉旨授為縣主額駙事致宗人府。
- 第七女：同治十一年四月初三日，禮部為催取瑞敏郡王奕誌之第七女與科尔沁扎萨克博多勒噶台亲王御前大臣伯彦讷谟祜之长子贝勒那尔苏成婚日期事致宗人府。